# San Donato Val di Comino
San Donato Val di Comino – miejscowość i gmina we Włoszech, w regionie Lacjum, w prowincji Frosinone.
Według danych na rok 2004 gminę zamieszkiwało 2190 osób, 62,6 os./km².